# Sinpo
Sinpo (ɕin.pʰo) ist eine Hafenstadt in Nordkorea am Japanischen Meer. Mit 158.000 Einwohnern zählt sie zu den kleineren Großstädten des Landes. Sie verfügt über einen bedeutenden Fischereihafen und ist ein wichtiger Standort für die nordkoreanische Marine.

## Lage und Wetter
Die Stadt erstreckt sich entlang der Küstenebene. Vorgelagert in einer Entfernung von 1 bis 2 km liegt die Insel Mayang-Do. Dazwischen bildet sich ein geschützter Bereich, in dem sich der Hafen befindet. Der Bahnhof der Stadt liegt an der P'yŏngra-Eisenbahnlinie, die von der Hauptstadt Pjöngjang entlang der Küste bis zur Stadt Rason an der russischen Grenze verläuft. Die Temperaturen bewegen sich im Mittel im Januar bei −3,2 ℃ und im August bei 22,4 ℃. Das Wetter ist von der Meeresnähe geprägt.

## Wirtschaft

### Fischindustrie und Schiffsbau
Sinpo hat einen bedeutenden Fischereihafen. Der Fischreichtum vor der Küste und die geschützte Bucht sind die wirtschaftlichen Ursprünge der Stadt. In den 30er Jahren entstand unter japanischer Leitung eine fischverarbeitende Industrie. Später kamen Werften hinzu. In 1979 wurde die Sinpo University of Fisheries gegründet. In den letzten Jahren sind auch Aquakultur Einrichtungen entstanden.

### Kernkraftwerk
Im Nord-Osten von Sinpo im Ort Kŭmho sollte 1987 mit russischem Know-how das erste großtechnische Kernkraftwerk Nordkoreas gebaut werden. 1991 wurde das Vorhaben mangels Finanzierung gestoppt und 1993 im Zusammenhang mit dem Zerfall der Sowjetunion eingestellt. Basierend auf westlichem Know-how begann 1994 an gleicher Stelle ein neues Projekt mit zwei Leichtwasserreaktoren mit je 1000 MW. Dazu wurde unter dem Namen KEDO (Korean Peninsula Energy Development Organization) eine eigene Gesellschaft mit internationalem Kapital gegründet. Im Gegenzug hatte der nordkoreanische Staat im Genfer Rahmenabkommen zugesagt, sein militärisches Nuklearprogramm einzufrieren. Im Jahr 2003 wurde das Vorhaben wegen des Verdachts auf Vertragsbruch durch Nordkorea abgebrochen. Die letzten ausländischen Arbeitskräfte verließen im Januar 2006 die unfertige Baustelle.

## Militär
Bei Sinpo befindet sich die Mayang-Do Naval Base, ein wichtiger militärischer Standort. Auf den Werften in Sinpo werden unter anderem die U-Boote der nach der Stadt benannten Sinpo-Klasse hergestellt. Mit einer Länge von 67 m zählen sie zu den modernsten Waffensystemen des Landes. Diese U-Boote ermöglichen den Start von ballistischen Raketen. In Sinpo ist auch das „Maritime Research Institute of the Academy of the National Defense Science“ beheimatet. Es besteht ebenfalls eine landbasierte Plattform zum Start von Raketen.